# Campionati del mondo di atletica leggera 2015 - Salto in alto maschile
La gara di salto in alto maschile si è svolta tra venerdì 28 e domenica 30 agosto 2015.

## Podio
| Pos.    | Atleta                         | Nazionalità  | Misura |
| ------- | ------------------------------ | ------------ | ------ |
| Oro     | Derek Drouin                   | Canada       | 2.34   |
| Argento | Bohdan Bondarenko Guowei Zhang | Ucraina Cina | 2.33   |

## Situazione pre-gara

### Record
Prima di questa competizione, il record del mondo (RM) e il record dei campionati (RC) erano i seguenti.
| Record                | Prestazione | Atleta                    | Data                             | Competizione              |
| --------------------- | ----------- | ------------------------- | -------------------------------- | ------------------------- |
| Record mondiale       | 2,45 m      | Javier Sotomayor Cuba     | 27 luglio 1993 Salamanca, Spagna |                           |
| Record dei campionati | 2,41 m      | Bohdan Bondarenko Ucraina | 15 agosto 2013 Mosca, Russia     | Campionati del mondo 2013 |

### Campioni in carica
I campioni in carica, a livello mondiale e olimpico, erano:
| Campione | Atleta                    | Prestazione | Data                              | Competizione               |
| -------- | ------------------------- | ----------- | --------------------------------- | -------------------------- |
| Olimpico | Ivan Uchov Russia         | 2,38 m      | 7 agosto 2012 Londra, Regno Unito | Giochi della XXX Olimpiade |
| Mondiale | Bohdan Bondarenko Ucraina | 2,41 m      | 15 agosto 2013 Mosca, Russia      | Campionati del mondo 2013  |

### La stagione
Prima di questa gara, gli atleti con le migliori tre prestazioni dell'anno erano:
| Pos. | Atleta                    | Prestazione | Data                               |
| ---- | ------------------------- | ----------- | ---------------------------------- |
| 1    | Mutaz Essa Barshim Qatar  | 2,41 m      | 30 maggio 2015 Eugene, Stati Uniti |
| 2    | Guowei Zhang Cina         | 2,38 m      | 30 maggio 2015 Eugene, Stati Uniti |
| 3    | Bohdan Bondarenko Ucraina | 2,37 m      | 10 maggio 2015 Kawasaki, Giappone  |
| 3    | Erik Kynard Stati Uniti   | 2,37 m      | 26 giugno 2015 Eugene, Stati Uniti |
| 3    | Derek Drouin Canada       | 2,37 m      | 25 luglio 2015 Toronto, Canada     |
| 3    | Gianmarco Tamberi Italia  | 2,37 m      | 2 agosto 2015 Eberstadt, Germania  |

## Risultati

### Qualificazioni
Le qualificazioni si sono svolte contemporaneamente a partire dalle 9:45 del 28 agosto 2015.

Qualificazione: 2,31 m (Q) o le migliori 12 misure (q) avanzano alla finale.
| Pos. | Gruppo | Nome                    | Nazionalità   | 2,17 | 2,22 | 2,26 | 2,29 | 2,31 | Misura | Note                                     |
| ---- | ------ | ----------------------- | ------------- | ---- | ---- | ---- | ---- | ---- | ------ | ---------------------------------------- |
| 1    | A      | Derek Drouin            | Canada        | o    | o    | o    | o    | o    | 2,31 m | Q                                        |
| 2    | B      | Guowei Zhang            | Cina          | o    | o    | o    | o    | o    | 2,31 m | Q                                        |
| 3    | B      | Bohdan Bondarenko       | Ucraina       | -    | o    | -    | xo   | o    | 2,31 m | Q                                        |
| 3    | A      | Mutaz Essa Barshim      | Qatar         | -    | o    | o    | xo   | o    | 2,31 m | Q                                        |
| 5    | A      | Brandon Starc           | Australia     | o    | o    | xxo  | xxo  | o    | 2,31 m | Q                                        |
| 6    | A      | Eike Onnen              | Germania      | o    | o    | o    | o    | xo   | 2,31 m | Q                                        |
| 7    | B      | Dimitrios Chondrokoukis | Cipro         | o    | o    | o    | xo   | xxo  | 2,31 m | Q                                        |
| 8    | B      | Jaroslav Bába           | Rep. Ceca     | o    | o    | o    | xxo  | xxo  | 2,31 m | Q                                        |
| 8    | A      | Konstadinos Baniotis    | Grecia        | o    | o    | xo   | xo   | xxo  | 2,31 m | Q                                        |
| 10   | A      | Trevor Barry            | Bahamas       | o    | o    | o    | o    | xxx  | 2,29 m | q                                        |
| 10   | A      | Gianmarco Tamberi       | Italia        | o    | o    | o    | o    | xxx  | 2,29 m | q                                        |
| 10   | B      | Daniil Cyplakov         | Russia        | o    | o    | o    | o    | xx-  | 2,29 m | q                                        |
| 10   | B      | Donald Thomas           | Bahamas       | o    | o    | o    | o    | x-   | 2,29 m | q                                        |
| 10   | B      | Erik Kynard             | Stati Uniti   | o    | o    | o    | o    | xxx  | 2,29 m | q                                        |
| 15   | B      | Majd Eddin Ghazal       | Siria         | o    | o    | xo   | o    | xxx  | 2,29 m | Record nazionale                         |
| 16   | A      | JaCorian Duffield       | Stati Uniti   | xxo  | o    | o    | o    | xxx  | 2,29 m |                                          |
| 17   | A      | Andrij Procenko         | Ucraina       | o    | xo   | xo   | xo   | xxx  | 2,29 m |                                          |
| 18   | A      | Wang Yu                 | Cina          | o    | o    | o    | xxx  |      | 2,26 m |                                          |
| 18   | A      | Robert Grabarz          | Regno Unito   | -    | o    | o    | xxx  |      | 2,26 m |                                          |
| 18   | B      | Michael Mason           | Canada        | o    | o    | o    | xxx  |      | 2,26 m |                                          |
| 21   | B      | Joel Baden              | Australia     | o    | xo   | o    | xxx  |      | 2,26 m | Miglior prestazione personale stagionale |
| 22   | A      | Jesse Williams          | Stati Uniti   | o    | o    | xo   | xxx  |      | 2,26 m |                                          |
| 22   | A      | Mihai Donisan           | Romania       | o    | o    | xo   | xxx  |      | 2,26 m |                                          |
| 24   | A      | Ivan Uchov              | Russia        | o    | xo   | xo   | xxx  |      | 2,26 m |                                          |
| 25   | A      | Naoto Tobe              | Giappone      | o    | xxo  | xo   | xxx  |      | 2,26 m |                                          |
| 25   | B      | Ryan Ingraham           | Bahamas       | xxo  | -    | xo   | xxx  |      | 2,26 m |                                          |
| 27   | B      | Dmytro Jakovenko        | Ucraina       | xo   | o    | xxo  | xxx  |      | 2,26 m |                                          |
| 28   | B      | Mateusz Przybylko       | Germania      | o    | o    | xxx  |      |      | 2,22 m |                                          |
| 28   | A      | Takashi Eto             | Giappone      | o    | o    | xxx  |      |      | 2,22 m |                                          |
| 28   | A      | Kabelo Kgosiemang       | Botswana      | o    | o    | xxx  |      |      | 2,22 m |                                          |
| 28   | A      | Jurij Krymarenko        | Ucraina       | o    | o    | xxx  |      |      | 2,22 m |                                          |
| 32   | B      | Hsiang Chun-hsien       | Taipei cinese | xxo  | o    | -    | xxx  |      | 2,22 m |                                          |
| 33   | B      | Dmitry Kroytor          | Israele       | o    | xo   | xxx  |      |      | 2,22 m |                                          |
| 33   | A      | Sylwester Bednarek      | Polonia       | o    | xo   | xxx  |      |      | 2,22 m |                                          |
| 35   | A      | Ali Mohd Younes Idriss  | Sudan         | o    | xxx  |      |      |      | 2,17 m |                                          |
| 35   | B      | Yuji Hiramatsu          | Giappone      | o    | xxx  |      |      |      | 2,17 m |                                          |
| 37   | B      | Matúš Bubeník           | Slovacchia    | xo   | xxx  |      |      |      | 2,17 m |                                          |
| 37   | B      | Eugenio Rossi           | San Marino    | xo   | xxx  |      |      |      | 2,17 m |                                          |
| 39   | B      | Talles Frederico Silva  | Brasile       | xxo  | xxx  |      |      |      | 2,17 m |                                          |
| -    | B      | Raivydas Stanys         | Lituania      | xxx  |      |      |      |      | nm     |                                          |
| -    | B      | Marco Fassinotti        | Italia        |      |      |      |      |      | dns    |                                          |

### Finale
La finale si è svolta dalle 18:38 alle 20:29 del 30 agosto 2015. Per assegnare la medaglia d'oro è stato necessario uno spareggio fra i primi tre classificati, dopo che questi che avevano terminato la gara con la stessa misura (2,33 m) e con lo stesso numero di errori (0), anche alle quote precedenti.
| Pos. | Nome                    | Nazionalità | 2.20 | 2.25 | 2.29 | 2.33 | 2.36 | 2.36 | 2.34 | Misure | Note |
| ---- | ----------------------- | ----------- | ---- | ---- | ---- | ---- | ---- | ---- | ---- | ------ | ---- |
|      | Derek Drouin            | Canada      | o    | o    | o    | o    | xxx  | x    | o    | 2.34   |      |
|      | Bohdan Bondarenko       | Ucraina     | −    | o    | −    | o    | xxx  | x    | x    | 2.33   |      |
|      | Zhang Guowei            | Cina        | o    | o    | o    | o    | xxx  | x    | x    | 2.33   |      |
| 4    | Mutaz Essa Barshim      | Qatar       | o    | o    | xo   | o    | xxx  |      |      | 2.33   |      |
| 5    | Daniil Cyplakov         | Russia      | o    | o    | o    | xxx  |      |      |      | 2.29   |      |
| 6    | Donald Thomas           | Bahamas     | o    | o    | xo   | −    | xxx  |      |      | 2.29   |      |
| 7    | Jaroslav Bába           | Rep. Ceca   | o    | xo   | xo   | xxx  |      |      |      | 2.29   |      |
| 8    | Erik Kynard             | Stati Uniti | o    | o    | xxx  |      |      |      |      | 2.25   |      |
| 8    | Gianmarco Tamberi       | Italia      | o    | o    | xxx  |      |      |      |      | 2.25   |      |
| 10   | Trevor Barry            | Bahamas     | xxo  | o    | xxx  |      |      |      |      | 2.25   |      |
| 11   | Dimitrios Chondrokoukis | Cipro       | o    | xo   | xxx  |      |      |      |      | 2.25   |      |
| 12   | Brandon Starc           | Australia   | o    | xxo  | xx   |      |      |      |      | 2.25   |      |
| 12   | Eike Onnen              | Germania    | o    | xxo  | xxx  |      |      |      |      | 2.25   |      |
| 14   | Konstadinos Baniotis    | Grecia      | xo   | xxx  |      |      |      |      |      | 2.20   |      |